# MacBook Pro
MacBook Pro (понекад скраћено MBP) је линија Мекинтош преносивих рачунара уведених јануара 2006. године од стране Епл-а, сада у својој трећој генерацији. Замењујући PowerBook G4, MacBook Pro је био други модел који је био најављен током пребацивања Епл-а на Интел процесоре, после iMac-а. Он је модел високе класе из породице MacBook-ова, и тренутно се производи са екранима величине од 13 и 15 инча. Модел са 17 инча је био доступан у прошлости.
Прва генерација MacBook Pro-а је изгледала спољно веома слично као PowerBook G4, али је користила Intel Core процесоре уместо PowerPC G4 чипове. Прво је уведен модел од 15 инча, јануара 2006.; затим је следио модел од 17 инча у априлу. Оба су добила неколико унапређења и Core 2 Duo процесоре касније те године.
Друга генерација ових рачунара, такође позната и као "унибоди" модел, има више шиљасти дезен и футролу направљену од једноделног блока алуминијума. Појавила се током октобра 2008. као 15-инчни MacBook Pro и 13-инчни алуминијумски MacBook. Следећег јануара уведен је 17-инчни модел, заједно са уграђеном батеријом који су се придружили остатку породице MacBook Pro линије у Јуну, током чега је Епл такође упио пренео 13" Macbook у MacBook Pro линију. Накнадне надоградње су донеле унапређене Intel Core i5 и i7 процесоре као и and introduce Интелову Thunderbolt технологију.
Епл је објавио трећу генерацију MacBook Pro-а током јуна 2012. са 15-инчним екраном. Током истог тог периода, 17-инчна верзија је укинута, и благо унапређене верзије претходних генерација 13- и 15-инчних модела су најављене и биле продаване упоредо. Иако димензионално мањи него своји претходници, слично стилизована трећа генерација модела је задржала свој унибоди дезен. Најзначајније разлике у трећој генерацији MacBook Pro-а су смештање екрана знатно веће резолуције под називом Ретина екран, уклањање оптичког диска, и замена тврдог диска са ССД-ом. 13-инчни модел треће генерације MacBook Pro-а је објављен октобра 2012.

## Прва генерација
Оригинални 15-инчни MacBook Pro је био најављен јануара 2006. од стране Стив Џобса у Macworld Conference & Expo#2006|Macworld Conference & Expo центру. 17-инчни модел је објављен 24. априла 2006. године. Први дезен је углавном био пренесен од PowerBook G4, али је користио Intel Core процесоре уместо PowerPC G4 чипова. 15-инчни MacBook Pro тежи исто као и 15-инчни алуминијумски PowerBook G4, али је дубљи за 0,1 in (0,25 cm), шири за 0,4 in (1,0 cm), и тањи за 0,1 in (0,25 cm). Друге промене од PowerBook-а укључују уграђену iSight веб-камеру и убрајање MagSafe-а, магнетног струјног конектора дизајнираног да се лако скида приликом вучења да би се спречило померање целог рачунара. Обе карактеристике су касније уведене на MacBook. Да би стао у ужи MacBook Pro, оптички диск има дупло спорију брзину него PowerBook G4 и не може писати на двослојним DVD-овима.
Оба оригинална 15- и 17-инчна модела MacBook Pro-а долазе са ExpressCard/34 слотовима, који замењују PC Card слотове нађене у PowerBook G4. Сви 15-инчни модели који су претходили унибодију имају два USB 2.0 порта и један FireWire 400 порт, док 17-инчни модел има три USB 2.0 порта као и један FireWire 400 порт. Када је први пут објављен MacBook Pro није долазио са FireWire 800 или S-Video портовима, иако је FireWire 800 додат у следећој ревизији 15-инчног модела и присутан је у свакој ревизији 17-инчног дезена. S-Video могућност може бити постигнута кроз коришћење DVI до S-Video адаптера. Спољни екрани са до 2,560 × 1,600 резолуцијом пиксела су подржани кроз дволинкован DVI порт. Сви модели укључују уграђену Гигабитни етернет порт, Блутут 2.0, и 802.11a/b/g. Каснији модели укључују подршку за draft 2.0 спецификацију од 802.11n и Блутут 2.1.

### Надоградње
Епл је освежио целу MacBook Pro линију 24. октобра 2006. године да садржи Intel Core 2 Duo процесоре. Капацитет меморије је удвостручен на сваком моделу, до 1 гигабајта на моделима ниже класе 15-инча и 2 гигабајта на моделима више класе 15- и 17-инча. FireWire 800 је додат на 15-инчним моделима. Капацитет тврдог диска је повећан, иако опције видео картице су остале исте. MacBook Pro линија је добила другу надоградњу 5. јуна 2007. године са новим Nvidia Geforce 8600M GT видео картицама и бржим процесорима. LED осветљење је додато на екран 15-инчног модела, и његова тежина је смањена са 2.5 килограма на 2.4 килограма. Штавише, брзина предњег дела процесора је повећана са 667 MHz на 800 MHz. Првог новембра 2007. године је додата опција од 2.6 GHz Core 2 Duo процесора као и реконфигурисане опције тврдог диска.
26. фебруара 2008. године, MacBook Pro линија је поново надограђена. LED осветљење је додато као опција за 17-инчни модел. Процесори су надограђени на  "Penryn" језгра, који су направљени по принципу 45 нанометара (65 нанометарска "Мером" језгра су претходно коришћена), и тврди диск и капацитет меморије су повећани. Унос додиром, први пут уведен код MacBook Air-а раније те године, је пренесен на MacBook Pro. Када је 15-инчни унибоди MacBook Pro објављен 14. октобра 2008. године, исти тај модел који је претходио унибодију је укинут, док се 17-инчна таква верзија наставила да се продаје. Првобитни дезен футроле је укинут 6. јануара 2009. године, када је 17-инчни MacBook Pro такође добио надоградњу на унибоди конструкцију.

### Одзив потрошача
Неки рецензенти су хвалили MacBook Pro за његово дуплирање или утростручивање брзине PowerBook G4-а у неким деловима. На пример, програм за обраду 3Д-а у програму Cinema 4D XL је био 3.3 пута бржи, и његово покретање је било више него дупло брже. MacBook Pro је генерално премашио PowerBook G4 по перформансама током XBench и Cinebench тестова. Рецензенти су хвалили и максимално осветљење екрана, 67 посто светлији него код PowerBook G4; одлични хоризонтални углови гледања; мат опције; и светле, јасне и чисте боје. Иако је екран нудио мање вертикалних пиксела (1,440 × 900 код MacBook Pro уместо 1,440 × 960 код PowerBook-а), један рецензент је назвао "ништа мање него одлично". Рецензенти су хвалили нови MagSafe струјни адаптер, иако је један рецензент рекао да се превише лако скида у неким случајевима. Такође су хвалили нову тастатуру која је имала позадинско осветљење, велику подлогу за додир прста, и виртуелно тиху машину. Нови лаптоп је такође понудио боље вај-фај перформансе.
Један рецензент је критиковао одлуку да се смање перформансе ATI Mobility Radeon X1600 графичке картице за око 30 процената од оригиналне брзине. Такође је речено да се лаптоп брзо прегрева. Корисниси су се такође бунили да је надоградња меморије много тежа него на старијим Епл рачнарима. Пошто су димензије 15-инчног MacBook Pro-а незнатно промењене од 15-инчног PowerBook G4, старији додаци као што су рукави за лаптопове, нису одговарали на новијим моделима. Неки корисници су приметили благо треперење када би екран био подешен на ниско осветљење. Епл је повећао капицет батерије за 10 Wh, са 50 код PowerBook G4 на 60, али је моћнији Core Duo процесор захтевао више струје. Сходно томе, животни век батерије је остао отприлике исти као и код претходних модела, око 3 сата.

### Техничке спецификације
| Укинуто |
| ------- |

| Табела модела                                                                            | Табела модела | Табела модела | Табела модела | Табела модела | Табела модела | Табела модела |
| Компонента                                                                               | Intel Core Duo | Intel Core 2 Duo | Intel Core 2 Duo | Intel Core 2 Duo | Intel Core 2 Duo | Intel Core 2 Duo |
| Модел                                                                                    | Рана 2006 | Касна 2006 | Средина 2007 | Касна 2007 | Рана 2008 | Касна 2008 |
| ---------------------------------------------------------------------------------------- | --- | --- | --- | --- | --- | --- |
| Датум објаве                                                                             | 10. јануар, 2006 (15"), 24. април, 2006. (17") | 24. октобар, 2006. | 5. јун, 2007. | 1. новембар, 2007 | 26. фебруар, 2008. | 14. октобар, 2008. |
| Епл-ов број                                                                              | MA463*/A or MA464*/A; MA600* or MA601*; MA092*/A | MA609*, MA610*, или MA611*/A | MA895*, MA896*, или MA897*                                                                                              | MA895*/A, MA896*/A, или MA897*/A | MB133*/A, MB134*/A, или MB166*/A | MB766*/A |
| Број модела                                                                              | A1150 (15"), A1151 (17") | A1211 (15"), A1212 (17") | A1226 (15"), A1229 (17")                                                                                                | A1226 (15"), A1229 (17") | A1260 (15"), A1261 (17") | A1261 |
| Идентификатор модела                                                                     | MacBookPro1,1, MacBookPro1,2 | MacBookPro2,1, MacBookPro2,2 | MacBookPro3,1 | MacBookPro3,1 | MacBookPro4,1 | MacBookPro4,1 |
| Широки екран (мат или сјајни)                                                            | 15.4", LCD, 1,440 × 900 | 15.4", LCD, 1,440 × 900 | 15.4", LCD, 1,440 × 900, with LED backlighting                                                                          | 15.4", LCD, 1,440 × 900, with LED backlighting                                                                                                   | 15.4", LCD, 1,440 × 900, with LED backlighting | |
| Широки екран (мат или сјајни)                                                            | 17", LCD, 1,680 × 1,050 | 17", LCD, 1,680 × 1,050 | 17", LCD, 1,680 × 1,050 Опционо 1,920 × 1,200                                                                           | 17", LCD, 1,680 × 1,050 Опционо 1,920 × 1,200 | 17", LCD, 1,680 × 1,050 Опционо 1,920 × 1,200, са LED осветљењем | 17", LCD, 1,920 × 1,200, са LED осветљењем |
| Процесор                                                                                 | 1.83 GHz (T2400), 2.0 GHz (T2500) или 2.16 GHz (T2600) Intel Core Duo Yonah са на-чипу 2 MB L2 кеш меморије | 2.16 GHz (T7400) or 2.33 GHz (T7600) Intel Core 2 Duo Merom са 4 MB на-чипу L2 кеш меморије | 2.2 GHz (T7500) or 2.4 GHz (T7700) Intel Core 2 Duo Merom са 4 MB на чипу L2 кеш меморије                               | 2.2 GHz (T7500) or 2.4 GHz (T7700) Intel Core 2 Duo Merom са 4 MB на-чипу L2 кеш меморије Опцоно 2.6 GHz (T7800) са 4 MB на-чипу L2 кеш меморије | 2.4 GHz (T8300) Intel Core 2 Duo Penryn са 3 MB на-чипу L2 кеш меморије, или 2.5 GHz (T9300) са 6 MB на-чипу L2 кеш меморије Опционо 2.6 GHz (T9500) са 6 MB на-чипу L2 кеш меморије | 2.5 GHz (T9300) Intel Core 2 Duo Penryn са 6 MB на-чипу L2 кеш меморије Опционо 2.6 GHz (T9500) са 6 MB на-чипу L2 кеш меморије                |
| Предњи бус                                                                               | 667 MHz | 667 MHz | 800 MHz | 800 MHz | 800 MHz | 800 MHz |
| Меморија Два слота за PC2-5300 DDR2 SDRAM (667 MHz)                                      | 512 MB (два 256 MB) или 1 GB (два 512 MB) Могуће проширити до 2 GB | 1 GB (два 512 MB) или 2 GB (два 1 GB) Могуће проширити до 4 GB, али је 3 GB користљиво | 2 GB (два 1 GB) Могуће проширити до 6 GB                                                                                | 2 GB (два 1 GB) Могуће проширити до 6 GB | 2 GB (два 1 GB) Могуће проширити до 6 GB | 4 GB (два 2 GB) Могуће проширити до 6 GB |
| Графика са двоструким DVI                                                                | ATI Mobility Radeon X1600 са 128 MB или 256 MB од GDDR3 SDRAM | ATI Mobility Radeon X1600 са 128 MB или 256 MB од GDDR3 SDRAM | Nvidia Geforce 8600M GT са 128 MB или 256 MB од GDDR3 SDRAM                                                             | Nvidia Geforce 8600M GT са 128 MB или 256 MB од GDDR3 SDRAM                                                                                      | Nvidia Geforce 8600M GT са 256 MB, или 512 MB од GDDR3 SDRAM | Nvidia Geforce 8600M GT са 512 MB од GDDR3 SDRAM                                                                                               |
| Тврди диск                                                                               | | | | | | |
| 80 GB, 100 GB, или 120 GB СATA, 5,400-rpm Опционо 100 GB 7,200-rpm или 120 GB 5,400-rpm. | 120 GB, 160 GB, или 200 GB СATA, 5,400-rpm Опционо 100 GB, 7,200-rpm. | 120 GB или 160 GB СATA, 5,400-rpm Опционо 250 GB, 4,200-rpm или 160 GB, 7,200-rpm. | 120 GB или 160 GB СATA, 5,400-rpm Опционо 250 GB, 5,400-rpm или 200 GB, 7,200-rpm.                                      | 200 GB или 250 GB СATA, 5,400-rpm Опционо 200 GB 7,200-rpm или 300 GB 4,200-rpm.                                                                 | 250 GB СATA, 5,400-rpm Опционо 320 GB, 7,200-rpm или 128 GB SSD. | |
| SATA I (1.5 Gbit/s)                                                                      | | | | | | |
| Опциони оптички уређаји                                                                  | Комбиновани уређај: 8× DVD читање, 24× CD-R и 10× CD-RW записивање СуперДрајв: 8× DVD-DL дискови читања. 4× DVD+/-R & RW записивање. 24× CD-R и 10× CD-RW записивање (опционо за 15-инчне моделе) СуперДрајв: 4× DVD+R записивање, 8× DVD+/-R читање, 4× DVD+/-RW записивање, 24× CD-R, и 10× CD-RW снимање (17-инчни) | СуперДрајв: 2.4× DVD+R DL записивање, 6× DVD+/-R читање, 4× DVD+/-RW записивање, 24× CD-R, и 10× CD-RW снимање или 4× DVD+R DL записивање, 8× DVD+/-R читање/записивање, 4× DVD+/-RW записивање, 24× CD-R, и 10× CD-RW снимање | СуперДрајв: 4× DVD+R DL записивање, 8× DVD+/-R читање/записивање, 4× DVD+/-RW записивање, 24× CD-R, и 10× CD-RW снимање | СуперДрајв: 4× DVD+R DL записивање, 8× DVD+/-R читање/записивање, 4× DVD+/-RW записивање, 24× CD-R, и 10× CD-RW снимање                          | СуперДрајв: 4× DVD+R DL записивање, 8× DVD+/-R читање/записивање, 4× DVD+/-RW записивање, 24× CD-R, и 10× CD-RW снимање                                                              | СуперДрајв: 4× DVD+R DL записивање, 8× DVD+/-R читање/записивање, 8× DVD+RW записивање, 6× DVD-RW записивање, 24× CD-R, и 16× CD-RW записивање |
| AirPort Extreme                                                                          | Интегрисани 802.11a/b/g (AR5007 чип) | Интегрисани 802.11a/b/g и draft-n (n искључен по "дифолту") (AR5008 чип) | Интегрисани 802.11a/b/g и draft-n (n омогућени) (AR5008 или BCM4322 чип, зависно од верзије)                            | Интегрисани 802.11a/b/g и draft-n (n омогућени) (AR5008 или BCM4322 чип, зависно од верзије)                                                     | Интегрисани 802.11a/b/g и draft-n (n омогућени) (AR5008 или BCM4322 чип, зависно од верзије)                                                                                         | Интегрисани 802.11a/b/g и draft-n (n омогућени) (AR5008 или BCM4322 чип, зависно од верзије)                                                   |
| Периферне конекције                                                                      | | | | | | |
| 2x USB 2.0 (15") или 3x USB 2.0 (17")                                                    | 2x USB 2.0 (15") или 3x USB 2.0 (17") | 2x USB 2.0 (15") или 3x USB 2.0 (17") | 2x USB 2.0 (15") или 3x USB 2.0 (17")                                                                                   | 2x USB 2.0 (15") или 3x USB 2.0 (17") | 3x USB 2.0 | |
| 1x FireWire 400 (15") или 1x FireWire 400 и 1x FireWire 800 (17")                        | 1x FireWire 400 и 1x FireWire 800 | 1x FireWire 400 и 1x FireWire 800 | 1x FireWire 400 и 1x FireWire 800                                                                                       | 1x FireWire 400 и 1x FireWire 800 | 1x FireWire 400 и 1x FireWire 800 | |
| ExpressCard/34, Гигабитни етернет, DVI, Звучни излаз/улаз                                | | | | | | |
| Најновији доступни оперативни систем                                                     | OS X 10.6 "Snow Leopard" | OS X 10.7 "Lion" | OS X 10.11 "El Capitan"                                                                                                 | OS X 10.11 "El Capitan" | OS X 10.11 "El Capitan" | OS X 10.11 "El Capitan" |
| Батерија (литијум-полимер, заменљива)                                                    | 60 Wh (15") | 60 Wh (15") | 60 Wh (15") | 60 Wh (15") | 60 Wh (15") | |
| Батерија (литијум-полимер, заменљива)                                                    | 68 Wh (17") | | | | | |
| Тежина                                                                                   | 5.6 lb (2.5 kg) (15") | 5.6 lb (2.5 kg) (15") | 5.4 lb (2.4 kg) (15")                                                                                                   | 5.4 lb (2.4 kg) (15") | 5.4 lb (2.4 kg) (15") | |
| Тежина                                                                                   | 6.8 lb (3.1 kg) (17") | | | | | |
| Димензије                                                                                | 14.1 у (36 cm) ширине × 9.6 in (24 cm) дубок × 1.0 in (2.5 cm) (15") | 14.1 у (36 cm) ширине × 9.6 in (24 cm) дубок × 1.0 in (2.5 cm) (15") | 14.1 у (36 cm) ширине × 9.6 in (24 cm) дубок × 1.0 in (2.5 cm) (15")                                                    | 14.1 у (36 cm) ширине × 9.6 in (24 cm) дубок × 1.0 in (2.5 cm) (15")                                                                             | 14.1 у (36 cm) ширине × 9.6 in (24 cm) дубок × 1.0 in (2.5 cm) (15") | |
| Димензије                                                                                | 15.4 у (39 cm) ширине × 10.4 in (26 cm) дубок × 1.0 in (2.5 cm) (17") | | | | | |

## Друга генерација (унибоди)
14. октобра 2008. године, током конференције за штампу, Епл званичници су најавили нови 15-инчни MacBook Pro који је садржао "прилог прецизног алуминијумског унибодија" и зашиљене ивице сличне као код MacBook Air-а. Дизајнери су подигли портове MacBook Pro-а на леву страну футроле, и померили оптички диск са предње на десну страну, слично као код MacBook-а. Нови MacBook Pro је имао две нове видео картице: Nvidia GeForce 9600M GT са 256 или 512 MB додељене меморије и GeForce 9400M са 256 MB заједничке меморије. Иако је FireWire 400 порт уклоњен, FireWire 800 порт је задржан. DVI порт је замењен са Mini DisplayPort-ом. Оригинални унибоди MacBook Pro је дошао са заменљивом батеријом; Епл је тврдио петосатно коришћење, са једним рецензентом који је пријавио резултате од 4 сата приликом тестирања батерије непрекидним пуштањем видео снимка. Епл је рекао да батерија може задржати 80 посто свог капацитета након 300 пуњења.

### Дезен
Унибоди конструкција MacBook Pro-а већински прати стил оригиналног алуминијумског iMac-а и MacBook Air-а и незнатно је тања од својих претходника, иако шира и дубља због широког екрана. Екран је високог сјаја, прекривен од ивице до ивице рефлективним стаклом, док је анти-рефлекс мат опција доступна код 15- и 17-инчних модела код којих је панел са стаклом уклоњен. Целокупни део за додир прстом је могуће користити понаша се као дугме које је могуће притиснути. Део за додир прстом је такође већи него код модела прве генерације, остављајући више простора за лакше коришћење приликом задатака који захтевају коришћење више прстова истовремено. Када је линија освежена априла 2010. године, When the line was updated in April 2010, инерцијално скроловање је додато, чинећи искуство са истим скоро идентично као на Ајфону и Ајпаду. Дугмад, и даље осветљена, су сада стандард код Епл-а са одвојеним црним дугмадима.

### Надоградње
Током MacWorld Expo коференције 6. јануара 2009. године, Фил Шилер је најавио 17-инчни MacBook Pro са унибоди конструкцијом. Ова верзија се одвојила од свог 15-инчног рођака са анти-рефлекс "мат" екраном и незаменљивом батеријом. Уместо традиционалних кружних ћелија унутар футроле, литијумске батерије су обликоване тако да стану у сваки лаптоп и тиме максимално искористе сав простор. Прилагодљиво пуњење, које користи чип да унапреди ток пуњења и смањи оштећења, продужава животни век батерије генерално. Животни век батерије код 17-инчне верзије је процењена на 8 сати, са 80 процената капацитета које преостаје након 1000 пуњења.
На Епл-овој светској конференцији за програмере (WWDC) 8. јуна 2009. године, најављено је да ће 13-инчни унибоди MacBook бити надограђен и преименован у MacBook Pro, остављајући само бели MacBook од поликарбоната у MacBook линији. Такође је најављено да ће цела MacBook Pro линија користити незаменљиве батерије првобитно уведене код 17-инчног MacBook Pro-а. Освежени MacBook Pro-ови од 13- и 15-инча би имали до процењених 7 сати батерије од једног пуњења, док би модел од 17 инча задржао свој капацитет од 8 сати. Неки извори су потврдили трајање батерије и до 8 сати код модела од 13 и 15 инча MacBook Pro-а током нормалног коришћења, док су други пријавили око 6 сати. Као и код 17-инчног модела MacBook Pro-а, Епл тврди да ће батерија задржати својих 80 посто капацитета након 1000 пуњења. Опције графичке картице су остале исте као и код претходних модела, иако су модели од 13 инча и обичан модел од 15 инча, долазили само са GeForce 9400M графичким процесором. Екрани су такође унапређени, попримајући до 60 посто боље боје. Сви ови модели од средине 2009. године су имали FireWire 800 порт и сви осим модела од 17 инча су имали слот за SD картицу. 17-инчни модел је задржао свој ExpressCard/34 слот. За 13-инчни MacBook Pro, Kensington слот је померен на десну страну футроле. Августа 2009, Епл је проширио своју опцију "мат" анти-рефлекс екрана на моделе од 15-инча MacBook Pro-а.
13. априла 2010, Intel Core i5 и Core i7 процесори су уведени у моделе од 15 и 17 инча, док је модел од 13 инча задржао Core 2 Duo са повећаном брзином. Струјна цигла је редизајнирана и екран високе резолуције  (од 1,680 × 1,050 пиксела) је најављен као опција за моделе од 15 инча. Модел од 13 инча је добио интегрисану Nvidia GeForce 320M графички процесор (GPU) са 256 MB заједничке меморије, док су модели од 15 и 17 инча унапређени на GeForce GT 330M, са 256 или 512 MB додељене меморије. Модели од 15 и 17 инча такође имају интегрисани Интелов графички процесор који је уграђен у Core i5 и i7 процесоре. Модел од 15 инча је отежао за 0.045 килограма. Осим трећег USB 2.0 слота, сви портови на 17-инчном моделу MacBook Pro-у су исти по типу и броју као и код 15-инчне верзије. Сви модели долазе са 4 GB системске меморије коју је могуће надоградити на 8 GB. Животни век батерије је такође продужен у овој надоградњи, на процењених 10 сати за модел од 13 инча и 8 до 9 сати на моделима од 15 и 17 инча MacBook Pro-а. Ово је постигнуто кроз већу ефикасност потрошње и додавањем већег капацитета батерији. Један рецензент је пријавио око 6 сати батерије приликом тестирања на моделу од 15 инча и други, који је назвао батерију "непобедивом", пријавио је скоро до 8 сати на моделу од 13 инча кроз захтевне тестове.
Thunderbolt технологија, Sandy Bridge двојезгарни Intel Core i5 и i7 (на 13-инчном моделу) или четворојезгарни i7 (на 15- и 17-инчним моделима) процесора, и FaceTime камера високе дефиниције су додати 24. фебруара 2011. године. Intel HD Graphics 3000 су долазила интегрисана са процесором, док су модели од 15 и 17 инча имали посебне AMD Radeon HD 6490M и Radeon HD 6750M графичке картице. Касније верзије ових модела, пратећи објаву OS X Lion-а, замењено је (F4) дугме са "launchpad" дугметом. Доњи део футроле је такође другачије угравиран од модела из 2010. Thunderbolt платформа може досегнути брзине до 10 Gbit/s, што је до 2 пута брже него на USB 3.0 спецификацији, 20 пута брже него на USB 2.0 спецификацији, и до 12 пута брже него на FireWire 800. Епл каже да Thunderbolt може бити коришћен за друге екране или за пренос великих количина података за кратак период времена.
11. јуна 2012. године, Епл је приказао своје унапређене Mac лаптопове, OS X Mountain Lion, и iOS 6 на светској конференцији за програмере (WWDC) у Сан Франциску. Нови MacBook Pro модели су унапређени са Ivy Bridge процесорима и USB 3.0 портовима, и подразумевана меморија на премијум моделима је повећана на 8 GB. Пратећи ову објаву, модел од 17 инча је укинут. После медијског догађаја 22. октобра 2013. године, Епл је укинуо све моделе друге генерације MacBook Pro-а осим 13-инчног модела од 2.5 GHz.

### Одзив потрошача
Неки рецензенти су хвалили перформансе новог лаптопа, као и његову компактну величину, квалитет екрана, и издржљивост унибоди материјала, што је омогућило лачкшу надоградњу унутрашњих компоненти у поређењу са првобитним моделима. Неки рецензенти су такође рекли да нови MacBook Pro ради много тише и на нижој температури него код прве генерације. Други, какогод, критиковали су количину загревања због новог дезена.
Рецензенти су се жалили на губитак опције мат екрана од унибоди 2008. модела MacBook Pro-а, тј. на рефлектовање екрана на сунцу, чак и када је осветљење екрана повећано до краја. CNET-ов новинар Ден Акерман прокоментарисао је моделе из 2009. са: "По Епл-у, нови екран нуди боље боје, и екран дефинитивно изгледа светлије и бојније, али бисмо желели исту такву мат опцију на 17-инчним MacBook Pro моделима који је некада био доступан... Док LED екран значи тањи поклопац и неке предности у виду дужег трајања батерије, ивица-до-ивице стакло које покрива целокупан екран упија светлосне зраке са лакоћом, чинећи сјајан екран тешко видљивим у одређеним светлосним ситуацијама." Од 2011. године, мат екрани су били доступни за 15- и 17-инчне моделе. Штавише, додавање Mini DisplayPort-а уместо више популарног HDMI је било критиковано. Релативно низак број портова и слабе техничке спецификације у поређењу са лаптоповима са сличном ценом је такође било критиковано.
Laptop Magazine-ов новинар Мајкл Просперо је хвалио екран 2010. 15-инчног модела, називајући га "светлим и јасним". Даље је прокоментарисао, "Док рефлексија од сјајног екрана није превише добра, лепо је знати да постоји анти-рефлекс опција - иако доступно само за екране високе резолуцје. И даље, боје су биле светле, црне су биле дубоке и тамне, а углови гледања су били одлични и вертикално и хоризонтално." Он је такође похвалио и квалитет веб-камере, одзив одељка за додир прстом, микрофон и звучнике, као и перформансе новог процесора за 15-инчни модел и дужи век трајања батерије. Критике су укључивале цену лаптопа, низак број USB портова, и недостатак HDMI-а.
CNET је похвалио могућност аутоматског графичког пребацивања на моделима од 15 и 17 инча 2010. модела као и саме графичке картице. Похвале су такође биле исказане и за Core i5 и i7 процесоре, одељак за унос додиром, и додатак звучних могућности на Mini DisplayPort видео излаз. Такође је затражено додавање HDMI-а и Blu-ray оптичког диска, говорећи да многи други рачунари у оквирно истом рангу цене су већ поседовали те функције. CNET је такође критиковао опцију екрана високе резолуције за модел од 15 инча, говорећи да "екран високе резолуције треба бити укључен по дифолту."

### Техничке спецификације
| Укинуто | Тренутно |
| ------- | -------- |

| Табела модела                                                             | Табела модела | Табела модела | Табела модела | Табела модела | Табела модела | Табела модела | Табела модела |                                              |                       |
| Компонента                                                                | Intel Core 2 Duo | Intel Core 2 Duo | Intel Core 2 Duo | Intel Core 2 Duo, Core i5, Core i7 | Intel Core i5, Core i7 | Intel Core i5, Core i7 | Intel Core i5, Core i7 |                                              |                       |
| Модел                                                                     | Касна 2008 | Рана 2009 | Средина 2009 | Средина 2010 | Рана 2011 | Касна 2011 | Средина 2012 |                                              |                       |
| ------------------------------------------------------------------------- | --- | --- | --- | --- | --- | --- | --- | -------------------------------------------- | --------------------- |
| Датум објаве                                                              | 14. октобар, 2008. | 6. јануар, 2009. (17") 3. март, 2009. (15") | 8. јун, 2009. | 13. април, 2010. | 24. фебруар, 2011. | 24. октобар, 2011. | 11. јун, 2012. |                                              |                       |
| Епл-ов број                                                               | MB470*/A или MB471*/A | MB470*/A, MC026*/A или MB604*/A | MB990*/A, MB991*/A, MC118*/A, MB985*/A, MB986*/A, или MC226*/A | MC374*/A, MC375*/A, MC371*/A, MC372*/A, MC373*/A или MC024*/A | MC700*/A, MC724*/A, MC721*/A, MC723*/A, или MC725*/A | MD311*/A, MD313*/A, MD314*/A, MD318*/A или MD322*/A | MD101*/A, MD102*/A, MD103*/A или MD104*/A |                                              |                       |
| Број модела                                                               | A1286 (15") | A1286 (15"), A1297 (17") | A1278 (13") , A1286 (15") , A1297 (17") | A1278 (13") , A1286 (15") , A1297 (17") | A1278 (13") , A1286 (15") , A1297 (17") | A1278 (13") , A1286 (15") , A1297 (17") | A1278 (13") , A1286 (15") |                                              |                       |
| Идентификатор модела                                                      | MacBookPro5,1 (15") | MacBookPro5,1 (15") MacBookPro5,2 (17") | MacBookPro5,1 (15") MacBookPro5,2 (17") MacBookPro5,3 (15") MacBookPro5,4 (15") MacBookPro5,5 (13") | MacBookPro6,1 (17") MacBookPro6,2 (15") MacBookPro7,1 (13") | MacBookPro8,1 (13") MacBookPro8,2 (15") MacBookPro8,3 (17") | MacBookPro8,1 (13") MacBookPro8,2 (15") MacBookPro8,3 (17") | MacBookPro9,1 (15") MacBookPro9,2 (13") |                                              |                       |
| LED-пзадински-осветљен широки сјајни екран (16:10)                        | 13.3", 1,280 × 800 | 13.3", 1,280 × 800 | 13.3", 1,280 × 800 | 13.3", 1,280 × 800 | 13.3", 1,280 × 800 | | |                                              |                       |
| LED-пзадински-осветљен широки сјајни екран (16:10)                        | 15.4", 1,440 × 900 | 15.4", 1,440 × 900 | 15.4", 1,440 × 900 Опциони мат екран | 15.4", 1,440 × 900 Опциони 1,680 × 1,050 (сјајни или мат) | 15.4", 1,440 × 900 Опциони 1,680 × 1,050 (сјајни или мат) | 15.4", 1,440 × 900 Опциони 1,680 × 1,050 (сјајни или мат) | 15.4", 1,440 × 900 Опциони 1,680 × 1,050 (сјајни или мат) |                                              |                       |
| LED-пзадински-осветљен широки сјајни екран (16:10)                        | 17", 1,920 × 1,200 Опциони мат екран | | | | | | |                                              |                       |
| Видео камера                                                              | iSight (480p) | iSight (480p) | iSight (480p) | iSight (480p) | FaceTime HD (720p) | FaceTime HD (720p) | FaceTime HD (720p) |                                              |                       |
| Процесор                                                                  | 2.26 GHz (P8400) или 2.53 GHz (P8700) Intel Core 2 Duo Penryn са 3 MB на-чипу L2 кеш меморије | 2.4 GHz (P8600) или 2.66 GHz (P8800) Intel Core 2 Duo Penryn са 3 MB на-чипу L2 кеш меморије | 2.3 GHz (2410M) Intel Core i5 Sandy Bridge са 3 MB на-чипу L3 кеш меморије или 2.7 GHz (2620M) Intel Core i7 Sandy Bridge са 4 MB на-чипу L3 кеш меморије                                                                                               | 2.4 GHz (2435M) Intel Core i5 Sandy Bridge са 3 MB на-чипу L3 кеш меморије или 2.8 GHz (2640M) Intel Core i7 Sandy Bridge са 4 MB на-чипу L3 кеш меморије | 2.5 GHz (3210M) Intel Core i5 Ivy Bridge са 3 MB на-чипу L3 кеш меморије или 2.9 GHz (3520M) Intel Core i7 Ivy Bridge са 4 MB на-чипу L3 кеш меморије | | |                                              |                       |
| Процесор                                                                  | 2.4 GHz (P8600) са 3 MB на-чипу L2 кеш меморије или 2.53 GHz (T9400) Intel Core 2 Duo Penryn са 6 MB на-чипу L2 кеш меморије Опционо 2.8 GHz (T9600) са 6 MB на-чипу L2 кеш меморије                    | 2.4 GHz (P8600) са 3 MB на-чипу L2 кеш меморије (15" само) или 2.53 GHz (T9400) са 6 MB на-чипу L2 кеш меморије (15" само) или 2.66 GHz (T9550) (17" само) Intel Core 2 Duo Penryn са 6 MB на-чипу L2 кеш меморије Опционо 2.8 GHz (T9600) са 6 MB на-чипу L2 кеш меморије (15" само) или 2.93 GHz (T9800) са 6 MB на-чипу L2 кеш меморије (17" само) | 2.53 GHz (P8700) или 2.66 GHz (P8800) (15" само) са 3 MB на-чипу L2 кеш меморије или 2.8 GHz (T9600) (15" и 17" само) Intel Core 2 Duo Penryn са 6 MB на-чипу L2 кеш меморије Опционо 3.06 GHz (T9900) са 6 MB на-чипу L2 кеш меморије (15" и 17" само) | 2.4 GHz (520M) (15" само) или 2.53 GHz (540M) (15" и 17" само) са 3 MB на-чипу L3 кеш меморије или 2.66 GHz (620M) (15" и 17" само) Intel Core i7 Arrandale са 4 MB на-чипу L3 кеш меморије Опционо 2.8 GHz (640M) са 4 MB на-чипу L3 кеш меморије (15" и 17" само) | 2.0 GHz quad-core (2635QM) (15" само) или 2.2 GHz quad-core (2720QM) (15" и 17" само) Intel Core i7 Sandy Bridge са 6 MB на-чипу L3 кеш меморије Опционо 2.3 GHz (2820QM) са 8 MB на-чипу L3 кеш меморије (15" и 17" само)                                                                | 2.2 GHz quad-core (2675QM) (15" само) или 2.4 GHz quad-core (2760QM) (15" и 17" само) Intel Core i7 Sandy Bridge са 6 MB на-чипу L3 кеш меморије Опционо 2.5 GHz (2860QM) са 8 MB на-чипу L3 кеш меморије (15" и 17" само)                                                                 | 2.3 GHz quad-core (3615QM) (15" само) или 2.6 GHz quad-core (3720QM) (15" само) Intel Core i7 Ivy Bridge са 6 MB на-чипу L3 кеш меморије Опционо 2.7 GHz (3820QM) са 8 MB на-чипу L3 кеш меморије (15" само)                    |                                              |                       |
| Системски бус                                                             | 1,066 MHz предњи бус (13") | 1,066 MHz предњи бус (13") | Интел Директни Медијски Интерфејс 5 GT/s | Интел Директни Медијски Интерфејс 5 GT/s | Интел Директни Медијски Интерфејс 5 GT/s | | |                                              |                       |
| Системски бус                                                             | 1,066 MHz предњи бус | 1,066 MHz предњи бус (15" и 17") | 1,066 MHz предњи бус (15" и 17") | Интел Директни Медијски Интерфејс 5 GT/s | Интел Директни Медијски Интерфејс 5 GT/s | Интел Директни Медијски Интерфејс 2.5 GT/s (15" и 17") | |                                              |                       |
| Меморија (Два слота)                                                      | 2 GB (два 1 GB) или 4 GB (два 2 GB) Могуће проширити до 4 GB по "дифолту", могуће проширити до 8 GB са најновијим EFI ажурирањем                                                                        | 4 GB (два 2 GB) Могуће проширити до 8 GB. 2.66 GHz и 2.93 GHz модели могуће проширити до 8 GB | 2 GB (два 1 GB) или 4 GB (два 2 GB) Могуће проширити до 8 GB | 4 GB (два 2 GB) Могуће проширити до 8 GB 16 GB на 13" моделима | 4 GB (два 2 GB) Могуће проширити до 16 GB | 4 GB (два 2 GB) Могуће проширити до 16 GB | 4 GB (два 2 GB) или 8 GB (два 4 GB) Могуће проширити до 16 GB |                                              |                       |
| Меморија (Два слота)                                                      | 1066 MHz PC3-8500 DDR3 SDRAM | 1066 MHz PC3-8500 DDR3 SDRAM | 1066 MHz PC3-8500 DDR3 SDRAM | 1066 MHz PC3-8500 DDR3 SDRAM | 1333 MHz PC3-10600 DDR3 SDRAM напајање 1.5V Могуће проширити до 16GB са 1600 MHz PC3-12800 DDR3 SDRAM (само модели са i7 27xxQM или 28xxQM процесорима) | 1333 MHz PC3-10600 DDR3 SDRAM напајање 1.5V Могуће проширити до 16GB са 1600 MHz PC3-12800 DDR3 SDRAM (само модели са i7 27xxQM или 28xxQM процесорима) | 1600 MHz PC3-12800 DDR3 SDRAM Напајање 1.35V | 1600 MHz PC3-12800 DDR3 SDRAM Напајање 1.35V |                       |
| Графика                                                                   | Nvidia GeForce 9400M са 256 MB од DDR3 SDRAM дељеном са главном меморијом (13" и неки 15" модели) | Nvidia GeForce 320M са 256 MB од DDR3 SDRAM дељеном са главном меморијом (13" модели само) | Intel HD Graphics 3000 са 384 MB (512 MB са 8 GB RAM инсталираном) DDR3 SDRAM дељеном са главном меморијом (13" модели само) | Intel HD Graphics 3000 са 384 MB (512 MB са 8 GB RAM инсталираном) DDR3 SDRAM дељеном са главном меморијом (13" модели само) | Intel HD Graphics 4000 са DDR3 SDRAM дељеном са главном меморијом (13" модели само) | | |                                              |                       |
| Графика                                                                   | Nvidia GeForce 9400M са 256 MB од DDR3 SDRAM дељеном са главном меморијом и Nvidia GeForce 9600M GT са 256 MB или 512 MB од GDDR3 SDRAM Може мењати наизменично (али не може користити оба истовремено) | Nvidia GeForce 9400M са 256 MB од DDR3 SDRAM дељеном са главном меморијом и Nvidia GeForce 9600M GT са 256 MB или 512 MB од GDDR3 SDRAM Може мењати наизменично (али не може користити оба истовремено) | Nvidia GeForce 9400M са 256 MB од DDR3 SDRAM дељеном са главном меморијом и Nvidia GeForce 9600M GT са 256 MB или 512 MB од GDDR3 SDRAM (неки 15" или 17" модели) Може мењати наизменично (али не може користити оба истовремено)                       | Интел HD Graphics са 256 MB од DDR3 SDRAM дељеном са главном меморијом и Nvidia GeForce GT 330M са 256 MB или 512 MB од GDDR3 SDRAM (15" и 17" модели) Аутоматски мења између графичког хардвера када је покренут OS X                                              | Intel HD Graphics 3000 са 384 MB DDR3 SDRAM дељеном са главном меморијом (15" и 17" модели) и AMD Radeon HD 6490M са 256 MB GDDR5 меморије (15" модели) или AMD Radeon HD 6750M са 1 GB GDDR5 меморије (15" и 17" модели) Аутоматски мења између графичког хардвера када је покренут OS X | Intel HD Graphics 3000 са 384 MB DDR3 SDRAM дељеном са главном меморијом (15" и 17" модели) и AMD Radeon HD 6750M са 512MB GDDR5 меморије (15" модели) или AMD Radeon HD 6770M са 1 GB GDDR5 меморије (15" или 17" модели) Аутоматски мења између графичког хардвера када је покренут OS X | Intel HD Graphics 4000 са DDR3 SDRAM дељеном са главном меморијом и Nvidia GeForce GT 650M са 512 MB GDDR5 меморије (основни 15" модел) или 1 GB GDDR5 меморије Аутоматски мења између графичког хардвера када је покренут OS X |                                              |                       |
| Складиште                                                                 | 250 GB или 320 GB СATA од 5,400-rpm Опционо 250 GB или 320 GB од 7,200-rpm, 128 GB SSD | 250 GB или 320 GB СATA од 5,400-rpm Опционо 250 GB или 320 GB од 7,200-rpm, 128 GB или 256 GB SSD | 160 GB, 250 GB, 320 GB, или 500 GB СATA од 5,400-rpm Опционо 320 GB или 500 GB од 5,400-rpm или 7,200-rpm (15" и 17" само) или 128 GB или 256 GB SSD | 250 GB, 320 GB, или 500 GB СATA од 5,400-rpm. Опционо 320 GB или 500 GB од 5,400-rpm или 7,200-rpm или 128 GB, 256 GB, или 512 GB SSD. | 320 GB (13" само), 500 GB или 750 GB serial СATA од 5,400-rpm. Опционо 500 GB или 750 GB од 5,400-rpm или 500 GB од 7,200-rpm (15" и 17" само), или 128 GB, 256 GB, или 512 GB SSD | 500 GB или 750 GB СATA од 5,400-rpm (13" и основни 15" модели) или 17" 750 GB СATA од 5,400-rpm (модели високе класе од 15" и 17") Опциони 750 GB од 5,400-rpm или 7,200-rpm (15" и 17" само), или 128 GB, 256 GB, или 512 GB SSD                                                          | 500 GB или 750 GB СATA од 5,400-rpm Опционо 750 GB од 5,400-rpm или 7,200-rpm или 1 TB од 5,400-rpm или 128 GB, 256 GB, 512 GB или 1 TB SSD                                                                                     |                                              |                       |
| Складиште                                                                 | SATA II (3 Gbit/s) | SATA II (3 Gbit/s) | SATA II (3 Gbit/s) | SATA II (3 Gbit/s) | SATA III (6 Gbit/s) | SATA III (6 Gbit/s) | SATA III (6 Gbit/s) |                                              |                       |
| Оптички уређаји                                                           | СуперДрајв: 4× DVD±R DL записивање, 8× DVD+/-R читање/записивање, 8× DVD+RW записивање, 6× DVD-RW записивање, 24× CD-R, и 16× CD-RW снимање                                                             | СуперДрајв: 4× DVD±R DL записивање, 8× DVD+/-R читање/записивање, 8× DVD+RW записивање, 6× DVD-RW записивање, 24× CD-R, и 16× CD-RW снимање | СуперДрајв: 4× DVD±R DL записивање, 8× DVD+/-R читање/записивање, 8× DVD+RW записивање, 6× DVD-RW записивање, 24× CD-R, и 16× CD-RW снимање | СуперДрајв: 4× DVD±R DL записивање, 8× DVD+/-R читање/записивање, 8× DVD+RW записивање, 6× DVD-RW записивање, 24× CD-R, и 16× CD-RW снимање | СуперДрајв: 4× DVD±R DL записивање, 8× DVD+/-R читање/записивање, 8× DVD+RW записивање, 6× DVD-RW записивање, 24× CD-R, и 16× CD-RW снимање | СуперДрајв: 4× DVD±R DL записивање, 8× DVD+/-R читање/записивање, 8× DVD+RW записивање, 6× DVD-RW записивање, 24× CD-R, и 16× CD-RW снимање | СуперДрајв: 4× DVD±R DL записивање, 8× DVD+/-R читање/записивање, 8× DVD+RW записивање, 6× DVD-RW записивање, 24× CD-R, и 16× CD-RW снимање                                                                                     |                                              |                       |
| AirPort Extreme                                                           | Интегрисана 802.11a/b/g/draft-n (n омогућена) (BCM4322 2 × 2 чип) | Интегрисана 802.11a/b/g/draft-n (n омогућена) (BCM4322 2 × 2 чип) | Интегрисана 802.11a/b/g/draft-n (n омогућена) (BCM4322 2 × 2 чип) | Интегрисана 802.11a/b/g/draft-n (n омогућена) (BCM4322 2 × 2 чип) | Интегрисана 802.11a/b/g/n (BCM4331 3 × 3 чип) | Интегрисана 802.11a/b/g/n (BCM4331 3 × 3 чип) | Интегрисана 802.11a/b/g/n (BCM4331 3 × 3 чип) |                                              |                       |
| Периферне конекције                                                       | ExpressCard/34 | ExpressCard/34 | SDXC слот (13" и 15") или ExpressCard/34 (17") | SDXC слот (13" и 15") или ExpressCard/34 (17") | SDXC слот (13" и 15") или ExpressCard/34 (17") | SDXC слот (13" и 15") или ExpressCard/34 (17") | SDXC слот |                                              |                       |
| Периферне конекције                                                       | USB 2.0 (два порта на 13" и 15", три порта на 17") | USB 2.0 (два порта на 13" и 15", три порта на 17") | USB 2.0 (два порта на 13" и 15", три порта на 17") | USB 2.0 (два порта на 13" и 15", три порта на 17") | USB 2.0 (два порта на 13" и 15", три порта на 17") | USB 2.0 (два порта на 13" и 15", три порта на 17") | USB 3.0 (два порта) |                                              |                       |
| Периферне конекције                                                       | Mini DisplayPort (без подршке за звук) | Mini DisplayPort (без подршке за звук) | Mini DisplayPort (без подршке за звук) | Mini DisplayPort (са подршком за звук) | Thunderbolt порт | Thunderbolt порт | Thunderbolt порт |                                              |                       |
| Периферне конекције                                                       | Гигабитни етернет, Firewire 800, Звучни улаз/излаз | | | | | | |                                              |                       |
| Батерија (литијум-полимер, незаменљива осим код првобитног модела од 15") | 58 Wh (13") | 63.5 Wh (13") | 63.5 Wh (13") | 63.5 Wh (13") | 63.5 Wh (13") | | |                                              |                       |
| Батерија (литијум-полимер, незаменљива осим код првобитног модела од 15") | 50 Wh заменљива литијум-полимерска (15") | 50 Wh заменљива литијум-полимерска (15") | 73 Wh (15") | 77.5 Wh (15") | 77.5 Wh (15") | 77.5 Wh (15") | 77.5 Wh (15") |                                              |                       |
| Батерија (литијум-полимер, незаменљива осим код првобитног модела од 15") | 95 Wh (17") | | | | | | |                                              |                       |
| Тежина                                                                    | 4.50 lb (2.04 kg) (13") | 4.50 lb (2.04 kg) (13") | 4.50 lb (2.04 kg) (13") | 4.50 lb (2.04 kg) (13") | 4.50 lb (2.04 kg) (13") | | |                                              |                       |
| Тежина                                                                    | 5.5 lb (2.5 kg) (15") | 5.5 lb (2.5 kg) (15") | 5.5 lb (2.5 kg) (15") | 5.6 lb (2.5 kg) (15") | 5.6 lb (2.5 kg) (15") | 5.6 lb (2.5 kg) (15") | 5.6 lb (2.5 kg) (15") | 5.6 lb (2.5 kg) (15")                        | 5.6 lb (2.5 kg) (15") |
| Тежина                                                                    | 6.6 lb (3.0 kg) (17") | | | | | | |                                              |                       |
| Димензије                                                                 | 12.78 у (32.5 cm) широк × 8.94 у (22.7 cm) дубок × 0.95 у (2.4 cm) висок (13") | 12.78 у (32.5 cm) широк × 8.94 у (22.7 cm) дубок × 0.95 у (2.4 cm) висок (13") | 12.78 у (32.5 cm) широк × 8.94 у (22.7 cm) дубок × 0.95 у (2.4 cm) висок (13") | 12.78 у (32.5 cm) широк × 8.94 у (22.7 cm) дубок × 0.95 у (2.4 cm) висок (13") | 12.78 у (32.5 cm) широк × 8.94 у (22.7 cm) дубок × 0.95 у (2.4 cm) висок (13") | | |                                              |                       |
| Димензије                                                                 | 14.35 у (36.4 cm) широк × 9.82 у (24.9 cm) дубок × 0.95 у (2.4 cm) висок (15") | | | | | | |                                              |                       |
| Димензије                                                                 | 15.47 у (39.3 cm) широк × 10.51 у (26.7 cm) дубок × 0.98 у (2.5 cm) висок (17") | | | | | | |                                              |                       |

Пошто су меморија и тврди диск на неким генерацијама MacBook Pro-а делови које је могуће сервисирати, постоје модификације које би унапредиле систем и до 16GB DDR3-1600 RAM меморије (максималан капацитет и фреквенција зависе од хардвера који је у питању), 7200-rpm тврде дискове или ССД-ове трећих лица.

### Проблеми графичких процесора на моделима ране и касне 2011.
Модели ране и касне 2011. године су патили од техничких проблема из производње који су чинили да се рачунари прегревају, имају графичке проблеме, или доведу до потпуног обустава рада графичког процеса и логичке плоче. Чланак је отворен на Епл-овом сајту за подршку корисника који је добио више од 12,000 одговора и 4,000,000 прегледа (Фебруар 2015). Сличан али не идентичан проблем је задесио iMac графичке процесоре који су касније опозвани од стране Епл-а. Проблем је био покривен од стране многих чланака у магазинима посвећеним Mac-у, почевши од касне 2013. кроз 2014. Августа 2014. правна фирма Вајфилд Брајсон & Мејсон је отпочела са истраживањем проблема да утврди постојање неких законских потраживања. 28. октобра 2014. године, фирма је објавила да је покренула законски поступак против Епл-а у савезном суду у Калифорнији. Поступак ће покривати становнике из Калифорније и Флориде који су купили 2011. модел MacBook Pro-а са AMD графичком картицом. Фирма такође истражује сличне случајеве у оквиру САД. 20. фебруара 2015. године, Епл је објавио програм "MacBook Pro Repair Extension Program for Video Issues". Ово "ће поправити све проблематичне MacBook Pro системе, без надокнаде."

## Трећа генерација (Ретина)
11. јуна 2012. године, током Епл-ове светске конференције за програмере у Сан Франциску, Епл је објавио трећу генерацију MacBook Pro-ова, рекламирана под називом "MacBook Pro са Ретина екраном" да би се правила разлика у односу на освежену другу генерацију модела која је била објављена исти дан. Нови модел садржи Интелову трећу генерацију Core i7 процесора (Ivy Bridge микроархитектура), USB 3.0, и 15.4-инчни IPS екран од 2880×1800-pixel пиксела под називом Ретина екран. Остале нове или промењене могућности укључују други Thunderbolt порт, HDMI порт, и нови, тањи MagSafe порт, назван "MagSafe 2". Епл је објавио 13-инчну верзију 23. октобра 2012. године са спецификацијама сличним али опет незнатно слабијим од 15-инчног модела, као што је слабији процесор.
Нови модели изостављају Етернет и FireWire 800 портове, иако Епл нуди Thunderbolt адаптере за оба интерфејса. Такође изостављају СуперДрајв, чинећи 15-инчни модел Епл-овим првим професионалним лаптопом од PowerBook-а 2400c да се производи без уграђеног оптичког диска. Уместо тврдог диска, нови модели долазе са ССД. Епл такође тврди побољшање код звучника и микрофона и нови систем хлађења лаптопа са унапређеним вентилаторима. Нови дезен футроле нема слот Kensington, тако да су потребни алтернативни производи да се физички заштити рачунар.
Ретина модели такође имају мање опција за надоградњу или замену одређених делова од стране крајњих корисника у поређењу са претходним моделима MacBook-ова. За разлику код претходних генерација, меморија је залемљена на логичку плочу и самим тим није надоградива. ССД није залемљен на логичку плочу и може бити замењен са оним већег капацитета. Батерија је слепљена у месту; покушају да се уклони је могу уништити и/или одељак за унос додиром прста. Целокупна футрола користи шрафове са 5 ивица и не могу бити одвијени са стандардним алатима. Док је батерија слепљена, рециклирајуће компаније тврде да је дезен само "благо непрактичан" и да не утиче на процес рециклирања.
13. фебруара 2013. године, Епл је објавио освежене цене и процесоре за MacBook Pro са Ретина екраном и повећао је меморију на 15-ичним моделима више класе на 16 GB.
22. октобра 2013. године, Епл је освежио линију са Интеловим Хезвел процесорима и Ајрис графиком, 802.11ac вај-фај, Thunderbolt 2, и PCIe-базираним флеш складиштем. Оклоп 13-инчне верзије је мало стањен за 18 милиметара да се подудара са 15-инчним моделом. 15-инчни модел ниже класе је садржао интегрисану графику док је модел више класе наставио да садржи дискретну Nvidia графичку картицу поред интегрисане. Подршка за 4K видео излаз преко HDMI је додата, али је ограничена са три на два спољна екрана за приказивање. 29. јула 2014. године Епл је објавио освежене цене и процесоре за Хезвел MacBook Pro са Ретина екраном.
9. марта 2015. године, 13-инчни модел је освежен са Интеловим Броудвел процесорима, Ајрис 6100 графиком, 200% бржим флеш складиштем, повећаним веком трајања батерије, и са Force Touch одељком за унос додиром. 19. маја 2015. године, 15-инчни модел је такође освежен са слично брзим флеш складиштем, побољшаном батеријом, Force Touch одељком за унос додиром, и AMD Radeon R9 дискретном графичком картицом на моделима више класе. 15-инчни модел више класе је такође имао подршку за излаз преко два кабла на екране са резолуцијом од 5120×2880 пиксела. 15-инчни модели су објављени са истим Интеловим Хезвел процесорима и Ајрис Про графикама као и 2014. модели због закашњења у отпреми нових Броудвел четворојезгарних процесора.

### Дезен
MacBook Pro лаптопови са Ретина екраном увелико прате стајлинг претходних генерација са својим алуминијумским оклопом и одвојеним црним дугмићима. Најприметније физичке промене су тањи оклоп и екран са редизајнираном шарком и тањим ивицама. Дугме за напајање се сада налази на тастатури уместо у горњем десном углу оклопа, замењујући дугме за отварање оптичког диска. Дебљине од 18 милиметара, 15-инчни модел је за 25% тањи од свог претходника. За разлику од било којих претходних Мекинтош лаптопова, име модела није видљиво када се рачунар нормално користи, сада модел има своје име на врху свог оклопа, слично као код iOS уређаја, уместо на ивици екрана, као што је до сада био случај на свим Мекинтош лаптоповима после PowerBook-а 280c у 1995.

### Одзив потрошача
Трећа генерација MacBook Pro лаптопова је добила позитивне резенције на Ретина екран, флеш складиште, и напајање. Била је критикована, какогод, због високе цене и недостатка етернет порта и оптичког диска. Роман Лајола из Macworld-а је рекао да је Ретина MacBook Pro "невероватан" и натерао људе да "поново размисле како користе технологију." Похвалио је постојање USB 3.0 и тањи оклоп. Ден Акерман из CNET-а  је прокоментарисао "Претходно сам назвао 15-инчни MacBook Pro једним од универзално најкориснијих лаптопова којег можеш да купиш. Ова нова верзија додаје тај HDMI, брже портове, и више преносивости. Али тиме су одузети оптички диск и етернет порт, и плус почетна цена је превисока. Pro и Ретина Pro су два лаптопова намењена за два различита типа корисника, и са изузетком од свакодневних путника којима је потребно нешто ближе MacBook Air-у или ултрабуку, једна од две гране MacBook Pro породице је и даље универзално најкориснији лаптоп који можеш да купиш."
Џоел Санто Доминго из PC Magazine-а дао је MacBook Pro-у оцену "Одабир уредника". Похвалио је "брилијантни Ретина екран" танки дизајн, селекцију портова и брзо складиште, и напоменуо могућност проширивања преко Thunderbolt портова који подржавају до седам уређаја понаособ. Дејвид Поуг из Њујорк Тајмса је похвалио екран 15-инчног модела, тастатуру, звук, време покретања, козметику, век трајања батерије, складиште, и капацитет RAM меморије. Критиковали су недостатак СуперДрајв-а, цене, и MagSafe 2 струјни конектор који није био компатибилан уназад са старијим MagSafe дезеном.
Пошто је батерија слепљена и не може лако бити одстрањена за рециклирање (један од EPEAT захтева), Епл је добио критике на могућност машине да буде рециклирана. Гринпис представник Кејси Харел рекао је да Епл "у избору између дезена и очувања средине - је изабрао дезен. Кладе се да људе није брига, али рециклирање је велики проблем." Wired је такође критиковао Епл-ов проблем са рециклирањем, говорећи да "дезен може лако да садржи високо рециклирајући алуминијум и стакло - али моји пријатељи у индустрији електронике ми кажу да не постоји начин да се рециклира алуминијум који има стакло слепљено уз њега као што је то урадио Епл са оба своја нова уређаја, овим и најновијим Ајпадом."
Ретина екрани на MacBook Pro-у су критиковани за "задржавање слике," обично када су произведени од стране LG-а.

### Техничке спецификације
| Укинуто | Тренутно |
| ------- | -------- |

| Табела модела                                                                  | Табела модела | Табела модела | Табела модела | Табела модела | Табела модела | Табела модела | Табела модела |
| Компонента                                                                     | Intel Core i5, Core i7 | Intel Core i5, Core i7 | Intel Core i5, Core i7 | Intel Core i5, Core i7 | Intel Core i5, Core i7 | Intel Core i5, Core i7 | Intel Core i5, Core i7 |
| Модел                                                                          | Рана 2012 | Касна 2012 | Рана 2013 | Касна 2013 | Средина 2014 | Рана 2015 | Средина 2015 |
| ------------------------------------------------------------------------------ | --- | --- | --- | --- | --- | --- | --- |
| Датум објаве                                                                   | 11. јун, 2012. (15") | 23. октобар, 2012. (13") | 13. фебруар, 2013. | 22. октобар, 2013. | 29. јун, 2014. | 9. март, 2015. (13") | 19. мај, 2015. (15") |
| Број модела                                                                    | MC975*/A или MC976*/A или MD831*/A | MD212*/A или MD213*/A | ME664*/A или ME665*/A или ME698*/A, ME662*/A или ME663*/A или ME697*/A | ME864*/A или ME865*/A или ME866*/A, ME293*/A или ME294*/A | MGX72*/A или MGX82*/A или MGX92*/A, MGXA2*/A или MGXC2*/A | MF839*/A или MF840*/A или MF841*/A | MJLQ2*/A или MJLT2*/A |
| Идентификатор модела                                                           | MacBookPro10,1 (15") | MacBookPro10,2 (13") (A1425) | MacBookPro10,2 (13") (A1425) | MacBookPro11,1 (13") (A1502) | MacBookPro11,1 (13") (A1502) | MacBookPro12,1 (13") (A1502) | MacBookPro11,4 (15") MacBookPro11,5 (15") |
| Идентификатор модела                                                           | MacBookPro10,1 (15") | MacBookPro10,2 (13") (A1425) | MacBookPro10,1 (15") | MacBookPro11,2 (15") MacBookPro11,3 (15") | MacBookPro11,2 (15") MacBookPro11,3 (15") | MacBookPro12,1 (13") (A1502) | MacBookPro11,4 (15") MacBookPro11,5 (15") |
| LED-осветљен широки сјајни Ретина екран                                        | 15.4", 2,880 × 1,800 (16:10), 220 ppi | 13.3", 2,560 × 1,600 (16:10), 227 ppi | 13.3", 2,560 × 1,600 (16:10), 227 ppi | 13.3", 2,560 × 1,600 (16:10), 227 ppi | 13.3", 2,560 × 1,600 (16:10), 227 ppi | 13.3", 2,560 × 1,600 (16:10), 227 ppi | 15.4", 2,880 × 1,800 (16:10), 220 ppi |
| LED-осветљен широки сјајни Ретина екран                                        | 15.4", 2,880 × 1,800 (16:10), 220 ppi | 13.3", 2,560 × 1,600 (16:10), 227 ppi | 15.4", 2,880 × 1,800 (16:10), 220 ppi | | | 13.3", 2,560 × 1,600 (16:10), 227 ppi | 15.4", 2,880 × 1,800 (16:10), 220 ppi |
| Видео камера                                                                   | FaceTime HD (720p) | FaceTime HD (720p) | FaceTime HD (720p) | FaceTime HD (720p) | FaceTime HD (720p) | FaceTime HD (720p) | FaceTime HD (720p) |
| Процесор                                                                       | 2.3 GHz (i7-3615QM) quad-core Intel Core i7 Ivy Bridge са 6 MB на-чипу L3 кеш меморије (15") Опционо 2.6 GHz (i7-3720QM) са 6 MB на-чипу L3 кеш меморије Опционо 2.7 GHz (i7-3820QM) са 8 MB на-чипу L3 кеш меморије | 2.5 GHz (i5-3210M) dual-core Intel Core i5 Ivy Bridge процесор са 3 MB дељене L3 кеш меморије (13") Опционо 2.9 GHz (i7-3520M) dual-core Intel Core i7 Ivy Bridge процесор са 4 MB дељене L3 кеш меморије | 2.6 GHz (i5-3230M) dual-core Intel Core i5 Ivy Bridge процесор са 3 MB дељене L3 кеш меморије (13") Опционо 3.0 GHz (i7-3540M) dual-core Intel Core i7 Ivy Bridge са 4 MB дељене L3 кеш меморије                     | 2.4 GHz (i5-4258U) dual-core Intel Core i5 Haswell процесор са 3 MB дељене L3 кеш меморије (13") Опционо 2.6 GHz (i5-4288U) dual-core Intel Core i5 Haswell са 3 MB дељене L3 кеш меморије Опционо 2.8 GHz (i7-4558U) dual-core Intel Core i7 Haswell са 4 MB дељене L3 кеш меморије                                      | 2.6 GHz (i5-4278U) dual-core Intel Core i5 Haswell процесор са 3 MB дељене L3 кеш меморије (13") Опционо 2.8 GHz (i5-4308U) dual-core Intel Core i5 Haswell са 3 MB дељене L3 кеш меморије Опционо 3.0 GHz (i7-4578U) dual-core Intel Core i7 Haswell са 4 MB дељене L3 кеш меморије                                      | 2.7 GHz (i5-5257U) dual-core Intel Core i5 Broadwell процесор са 3 MB дељене L3 кеш меморије (13") Опционо 2.9 GHz (i5-5287U) dual-core Intel Core i5 Broadwell са 3 MB дељене L3 кеш меморије Опционо 3.1 GHz (i7-5557U) dual-core Intel Core i7 Broadwell са 4 MB дељене L3 кеш меморије | 2.2 GHz (i7-4770HQ) quad-core Intel Core i7 Haswell са 6 MB на-чипу L3 и 128 MB L4 кеш меморије (Crystalwell) (15") Опционо 2.5 GHz (i7-4870HQ) са 6 MB на-чипу L3 кеш меморије и 128 MB L4 кеш меморије (Crystalwell) Опционо 2.8 GHz (i7-4980HQ) са 6 MB на-чипу L3 кеш меморије и 128 MB L4 кеш меморије (Crystalwell) |
| Процесор                                                                       | 2.3 GHz (i7-3615QM) quad-core Intel Core i7 Ivy Bridge са 6 MB на-чипу L3 кеш меморије (15") Опционо 2.6 GHz (i7-3720QM) са 6 MB на-чипу L3 кеш меморије Опционо 2.7 GHz (i7-3820QM) са 8 MB на-чипу L3 кеш меморије | 2.5 GHz (i5-3210M) dual-core Intel Core i5 Ivy Bridge процесор са 3 MB дељене L3 кеш меморије (13") Опционо 2.9 GHz (i7-3520M) dual-core Intel Core i7 Ivy Bridge процесор са 4 MB дељене L3 кеш меморије | 2.4 GHz (i7-3630QM) quad-core Intel Core i7 Ivy Bridge са 6 MB на-чипу L3 кеш меморије (15") Опционо 2.7 GHz (i7-3740QM) са 6 MB на-чипу L3 кеш меморије Опционо 2.8 GHz (i7-3840QM) са 8 MB на-чипу L3 кеш меморије | 2.0 GHz (i7-4750HQ) quad-core Intel Core i7 Haswell са 6 MB на-чипу L3 и 128 MB L4 кеш меморије (Crystalwell) (15") Опционо 2.3 GHz (i7-4850HQ) са 6 MB на-чипу L3 кеш меморије и 128 MB L4 кеш меморије (Crystalwell) Опционо 2.6 GHz (i7-4960HQ) са 6 MB на-чипу L3 кеш меморије и 128 MB L4 кеш меморије (Crystalwell) | 2.2 GHz (i7-4770HQ) quad-core Intel Core i7 Haswell са 6 MB на-чипу L3 и 128 MB L4 кеш меморије (Crystalwell) (15") Опционо 2.5 GHz (i7-4870HQ) са 6 MB на-чипу L3 кеш меморије и 128 MB L4 кеш меморије (Crystalwell) Опционо 2.8 GHz (i7-4980HQ) са 6 MB на-чипу L3 кеш меморије и 128 MB L4 кеш меморије (Crystalwell) | 2.7 GHz (i5-5257U) dual-core Intel Core i5 Broadwell процесор са 3 MB дељене L3 кеш меморије (13") Опционо 2.9 GHz (i5-5287U) dual-core Intel Core i5 Broadwell са 3 MB дељене L3 кеш меморије Опционо 3.1 GHz (i7-5557U) dual-core Intel Core i7 Broadwell са 4 MB дељене L3 кеш меморије | 2.2 GHz (i7-4770HQ) quad-core Intel Core i7 Haswell са 6 MB на-чипу L3 и 128 MB L4 кеш меморије (Crystalwell) (15") Опционо 2.5 GHz (i7-4870HQ) са 6 MB на-чипу L3 кеш меморије и 128 MB L4 кеш меморије (Crystalwell) Опционо 2.8 GHz (i7-4980HQ) са 6 MB на-чипу L3 кеш меморије и 128 MB L4 кеш меморије (Crystalwell) |
| Системски бус                                                                  | Интел Директни Медијски Интерфејс 5 GT/s | Интел Директни Медијски Интерфејс 5 GT/s | Интел Директни Медијски Интерфејс 5 GT/s | Интел Директни Медијски Интерфејс 5 GT/s | Интел Директни Медијски Интерфејс 5 GT/s | Интел Директни Медијски Интерфејс 5 GT/s | Интел Директни Медијски Интерфејс 5 GT/s |
| Меморија                                                                       | 8 GB уграђени RAM (није могуће проширити) (15") Опционе 16 GB RAM конфигурационе опције могуће само у тренутку куповине                                                                                              | 8 GB уграђени RAM (није могуће проширити) (13") | 8 GB уграђени RAM (није могуће проширити) (13") | 4 GB уграђени RAM (није могуће проширити) (13", 128 GB) Optional 8 GB and 16 GB RAM configuration available at time of purchase only | 8 GB уграђени RAM (није могуће проширити) (13") Опционе 16 GB RAM конфигурационе опције могуће само у тренутку куповине | 8 GB уграђени RAM (није могуће проширити) (13") Опционе 16 GB RAM конфигурационе опције могуће само у тренутку куповине | 16 GB уграђени RAM (15") |
| Меморија                                                                       | 8 GB уграђени RAM (није могуће проширити) (15") Опционе 16 GB RAM конфигурационе опције могуће само у тренутку куповине                                                                                              | 8 GB уграђени RAM (није могуће проширити) (13") | 8 GB уграђени RAM (није могуће проширити) (13") | 8 GB built-in onboard RAM (not upgradeable) (13", 256 GB and 512 GB) Опционе 16 GB RAM конфигурационе опције могуће само у тренутку куповине | 8 GB уграђени RAM (није могуће проширити) (13") Опционе 16 GB RAM конфигурационе опције могуће само у тренутку куповине | 8 GB уграђени RAM (није могуће проширити) (13") Опционе 16 GB RAM конфигурационе опције могуће само у тренутку куповине | 16 GB уграђени RAM (15") |
| Меморија                                                                       | 8 GB уграђени RAM (није могуће проширити) (15") Опционе 16 GB RAM конфигурационе опције могуће само у тренутку куповине                                                                                              | 8 GB уграђени RAM (није могуће проширити) (13") | 8 GB уграђени RAM (није могуће проширити) (15", 2.4 GHz) Опционе 16 GB RAM конфигурационе опције могуће само у тренутку куповине                                                                                     | 8 GB уграђени RAM (није могуће проширити) (15", 2.0 GHz) Опционе 16 GB RAM конфигурационе опције могуће само у тренутку куповине' | 16 GB уграђени RAM (15") | 8 GB уграђени RAM (није могуће проширити) (13") Опционе 16 GB RAM конфигурационе опције могуће само у тренутку куповине | 16 GB уграђени RAM (15") |
| Меморија                                                                       | 8 GB уграђени RAM (није могуће проширити) (15") Опционе 16 GB RAM конфигурационе опције могуће само у тренутку куповине                                                                                              | 8 GB уграђени RAM (није могуће проширити) (13") | 16 GB built-in onboard RAM (15", 2.7 GHz) | 16 GB built-in onboard RAM (15", 2.3 GHz) | 16 GB уграђени RAM (15") | 8 GB уграђени RAM (није могуће проширити) (13") Опционе 16 GB RAM конфигурационе опције могуће само у тренутку куповине | 16 GB уграђени RAM (15") |
| Меморија                                                                       | 1600 MHz PC3-12800 DDR3L SDRAM | 1600 MHz PC3-12800 DDR3L SDRAM | 1600 MHz PC3-12800 DDR3L SDRAM | 1600 MHz PC3-12800 DDR3L SDRAM | 1600 MHz PC3-12800 DDR3L SDRAM | 1866 MHz PC3-14900 LPDDR3 SDRAM (13") | 1600 MHz PC3-12800 DDR3L SDRAM (15") |
| Графика                                                                        | Intel HD Graphics 4000 са DDR3L SDRAM дељеном са главном меморијом и Nvidia GeForce GT 650M са 1 GB GDDR5 меморијом. (15") Аутоматски мења између графичког хардвера када је покренут OS X                           | Intel HD Graphics 4000 са DDR3L SDRAM дељеном са главном меморијом (13") | Intel HD Graphics 4000 са DDR3L SDRAM дељеном са главном меморијом (13") | Intel Iris 5100 Graphics са DDR3L SDRAM дељеном са главном меморијом (13") | Intel Iris 5100 Graphics са DDR3L SDRAM дељеном са главном меморијом (13") | Intel Iris 6100 Graphics са LPDDR3 SDRAM дељеном са главном меморијом (13") | Intel Iris Pro 5200 Graphics са DDR3L SDRAM дељеном са главном меморијом (15", 2.2 GHz) |
| Графика                                                                        | Intel HD Graphics 4000 са DDR3L SDRAM дељеном са главном меморијом и Nvidia GeForce GT 650M са 1 GB GDDR5 меморијом. (15") Аутоматски мења између графичког хардвера када је покренут OS X                           | Intel HD Graphics 4000 са DDR3L SDRAM дељеном са главном меморијом (13") | Intel HD Graphics 4000 са DDR3L SDRAM дељеном са главном меморијом и Nvidia GeForce GT 650M са 1 GB GDDR5 меморијом. (15") Аутоматски мења између графичког хардвера када је покренут OS X                           | Intel Iris Pro 5200 Graphics са DDR3L SDRAM дељеном са главном меморијом (15", 2.0 GHz) | Intel Iris Pro 5200 Graphics са DDR3L SDRAM дељеном са главном меморијом (15", 2.2 GHz) | Intel Iris 6100 Graphics са LPDDR3 SDRAM дељеном са главном меморијом (13") | Intel Iris Pro 5200 Graphics са DDR3L SDRAM дељеном са главном меморијом или Intel Iris Pro 5200 Graphics са DDR3L SDRAM дељеном са главном меморијом и AMD Radeon R9 M370X са 2 GB GDDR5 меморијом. (15", 2.5 и 2.8 GHz) Аутоматски мења између графичког хардвера када је покренут OS X                                 |
| Графика                                                                        | Intel HD Graphics 4000 са DDR3L SDRAM дељеном са главном меморијом и Nvidia GeForce GT 650M са 1 GB GDDR5 меморијом. (15") Аутоматски мења између графичког хардвера када је покренут OS X                           | Intel HD Graphics 4000 са DDR3L SDRAM дељеном са главном меморијом (13") | Intel HD Graphics 4000 са DDR3L SDRAM дељеном са главном меморијом и Nvidia GeForce GT 650M са 1 GB GDDR5 меморијом. (15") Аутоматски мења између графичког хардвера када је покренут OS X                           | Intel Iris Pro 5200 Graphics са DDR3L SDRAM дељеном са главном меморијом и Nvidia GeForce GT 750M са 2 GB GDDR5 меморијом. (15", 2.3 GHz) Аутоматски мења између графичког хардвера када је покренут OS X | Intel Iris Pro 5200 Graphics са DDR3L SDRAM дељеном са главном меморијом и Nvidia GeForce GT 750M са 2 GB GDDR5 меморијом. (15", 2.5 и 2.8 GHz) Аутоматски мења између графичког хардвера када је покренут OS X | Intel Iris 6100 Graphics са LPDDR3 SDRAM дељеном са главном меморијом (13") | Intel Iris Pro 5200 Graphics са DDR3L SDRAM дељеном са главном меморијом или Intel Iris Pro 5200 Graphics са DDR3L SDRAM дељеном са главном меморијом и AMD Radeon R9 M370X са 2 GB GDDR5 меморијом. (15", 2.5 и 2.8 GHz) Аутоматски мења између графичког хардвера када је покренут OS X                                 |
| Складиште                                                                      | 256 GB, 512 GB, или 768 GB SSD (15", 2.3 GHz) | 128 GB, 256 GB, 512 GB, or 768 GB SSD (13") | 128 GB, 256 GB, 512 GB, или 768 GB SSD (13", 2.5 GHz) | 128 GB или 256 GB (13", 2.4 GHz) | 128 GB или 256 GB (13", 2.6 GHz) | 128 GB или 256 GB (13", 2.7 GHz) | 256 GB, 512 GB, или 1 TB SSD (15", 2.2 GHz) |
| Складиште                                                                      | 256 GB, 512 GB, или 768 GB SSD (15", 2.3 GHz) | 128 GB, 256 GB, 512 GB, or 768 GB SSD (13") | 256 GB, 512 GB, или 768 GB SSD (13", 2.6 GHz) | 512 GB или 1 TB SSD (13", 2.6 GHz) | 512 GB или 1 TB SSD (13", 2.8 GHz) | 128 GB или 256 GB (13", 2.7 GHz) | 256 GB, 512 GB, или 1 TB SSD (15", 2.2 GHz) |
| Складиште                                                                      | 512 GB или 768 GB SSD (15", 2.6 GHz) | 128 GB, 256 GB, 512 GB, or 768 GB SSD (13") | 256 GB, 512 GB, или 768 GB SSD (15", 2.4 GHz) | 256 GB, 512 GB, или 1 TB SSD (15", 2.0 GHz) | 256 GB, 512 GB, или 1 TB SSD (15", 2.2 GHz) | 512 GB или 1 TB SSD (13", 2.9 GHz) | 512 GB или 1 TB SSD (15", 2.5 и 2.8 GHz) |
| Складиште                                                                      | 512 GB или 768 GB SSD (15", 2.6 GHz) | 128 GB, 256 GB, 512 GB, or 768 GB SSD (13") | 512 GB или 768 GB SSD (15", 2.7 GHz) | 512 GB или 1 TB SSD (15", 2.3 GHz) | 512 GB или 1 TB SSD (15", 2.5 GHz) | 512 GB или 1 TB SSD (13", 2.9 GHz) | 512 GB или 1 TB SSD (15", 2.5 и 2.8 GHz) |
| Складиште                                                                      | Mini-СATA III (6 Gbit/s) | Mini-СATA III (6 Gbit/s) | Mini-СATA III (6 Gbit/s) | PCIe 2.0 ×2 5.0 GT/s (8 Gbit/s) | PCIe 2.0 ×2 5.0 GT/s (8 Gbit/s) | PCIe 3.0 ×4 8.0 GT/s (25.6 Gbit/s) | PCIe 3.0 ×4 8.0 GT/s (25.6 Gbit/s) |
| AirPort Extreme                                                                | Интегрисани 802.11a/b/g/n (2.4 & 5 GHz, до 450 Mbit/s) (BCM4331 3 × 3 чип) | Интегрисани 802.11a/b/g/n (2.4 & 5 GHz, до 450 Mbit/s) (BCM4331 3 × 3 чип) | Интегрисани 802.11a/b/g/n (2.4 & 5 GHz, до 450 Mbit/s) (BCM4331 3 × 3 чип) | Интегрисани 802.11a/b/g/n/ac (2.4 & 5 GHz, до 1.3 Gbit/s) (BCM4360 3 × 3 чип) | Интегрисани 802.11a/b/g/n/ac (2.4 & 5 GHz, до 1.3 Gbit/s) (BCM4360 3 × 3 чип) | Интегрисани 802.11a/b/g/n/ac (2.4 & 5 GHz, до 1.3 Gbit/s) (BCM43602 3 × 3 чип) | Интегрисани 802.11a/b/g/n/ac (2.4 & 5 GHz, до 1.3 Gbit/s) (BCM43602 3 × 3 чип) |
| Периферне конекције                                                            | SDXC слот | SDXC слот | SDXC слот | SDXC слот | SDXC слот | SDXC слот | SDXC слот |
| Периферне конекције                                                            | 2 USB 3.0 | | | | | | |
| Периферне конекције                                                            | 2 Thunderbolt портова, два 2560×1440 излаза | 2 Thunderbolt портова, два 2560×1440 излаза | 2 Thunderbolt портова, два 2560×1440 излаза | 2 Thunderbolt 2 портова, два 2560×1440 излаза | 2 Thunderbolt 2 портова, два 2560×1440 излаза или један 3840×2160 излаз (15") | 2 Thunderbolt 2 портова, два 2560×1440 излаза или један 3840×2160 излаз | 2 Thunderbolt 2 портова, два 3840×2160 излаза (Iris Graphics) или један 5120×2880 двокабални (Radeon R9) |
| Периферне конекције                                                            | HDMI порт (излаз до 1920×1200) | HDMI порт (излаз до 1920×1200) | HDMI порт (излаз до 1920×1200) | HDMI порт (излаз до 3840×2160/30 Hz или 4096×2160/24 Hz) | HDMI порт (излаз до 3840×2160/30 Hz или 4096×2160/24 Hz) | HDMI порт (излаз до 3840×2160/30 Hz или 4096×2160/24 Hz) | HDMI порт (излаз до 3840×2160/30 Hz или 4096×2160/24 Hz) |
| Периферне конекције                                                            | Звучни излаз (аналогни/оптички) | | | | | | |
| Батерија (литијум-полимер, незаменљива)                                        | | | | | | | |
| 74 Wh (13")                                                                    | 74 Wh (13") | 74 Wh (13") | 71.8 Wh (13") | 71.8 Wh (13") | 74.9 Wh (13") | 74.9 Wh (13") | |
| 95 Wh (15")                                                                    | 95 Wh (15") | 95 Wh (15") | 95 Wh (15") | 95 Wh (15") | 99.5 Wh (15") | 99.5 Wh (15") | |
| Тежина                                                                         | | | | | | | |
| 3.57 lb (1.62 kg) (13")                                                        | 3.57 lb (1.62 kg) (13") | 3.57 lb (1.62 kg) (13") | 3.46 lb (1.57 kg) (13") | 3.46 lb (1.57 kg) (13") | 3.48 lb (1.58 kg) (13") | 3.48 lb (1.58 kg) (13") | |
| 4.46 lb (2.02 kg) (15")                                                        | 4.46 lb (2.02 kg) (15") | 4.46 lb (2.02 kg) (15") | 4.46 lb (2.02 kg) (15") | 4.46 lb (2.02 kg) (15") | 4.49 lb (2.04 kg) (15") | 4.49 lb (2.04 kg) (15") | |
| Димензије                                                                      | | | | | | | |
| 12.35 у (31.4 cm) широк × 8.62 у (21.9 cm) дубок × 0.75 у (1.9 cm) висок (13") | 12.35 у (31.4 cm) широк × 8.62 у (21.9 cm) дубок × 0.75 у (1.9 cm) висок (13") | 12.35 у (31.4 cm) широк × 8.62 in (21.9 cm) дубок × 0.71 у (1.8 cm) висок (13") | 12.35 у (31.4 cm) широк × 8.62 in (21.9 cm) дубок × 0.71 у (1.8 cm) висок (13") | 12.35 у (31.4 cm) широк × 8.62 in (21.9 cm) дубок × 0.71 у (1.8 cm) висок (13") | 12.35 у (31.4 cm) широк × 8.62 in (21.9 cm) дубок × 0.71 у (1.8 cm) висок (13") | 12.35 у (31.4 cm) широк × 8.62 in (21.9 cm) дубок × 0.71 у (1.8 cm) висок (13") | |
| 14.13 у (35.9 cm) широк × 9.73 у (24.7 cm) дубок × 0.71 у (1.8 cm) висок (15") | | | | | | | |

## Софтвер и оперативни системи
OS X оперативни систем је пре-инсталиран на свим MacBook Pro-овима јод од њиховог објављивања, почевши са верзијом 10.4.4 (Tiger). Поред OS X-а, iLife је такође долазио у склопу свих система, почевши са iLife '06.
MacBook Pro долази са наследником BIOS-а, Extensible Firmware Interface (EFI) 1.1. EFI покреће рачунар на другачији начин него што то раде рачунари под BIOS-ем, али пружа подршку и за један и за други због компатибилности, дозвољавајући конфигурације са два или три система. Поред OS X-а, Мајкрософт Windows оперативни систем је могуће инсталирати на Интеловим x86 Епл рачунарима. Званично, ово је ограничено на 32-битне и 64-битне верзије система Windows XP, Виста, 7, 8, и 10 са неопходним драјверима за хардвер који су укључени у софтвер под називом Boot Camp. Други x86 оперативни системи као што је Линукс су такође незванично подржани. Ово је учињено могућим због присуства Интелове архитектуре и емулације процесора и BIOS-а коју је Епл направио преко EFI-а.
Зато што MacBook Pro користи другачију платформу хардвера него ранији PowerPC (PPC)-базирани Мекинтоши, верзије OS X-а које су претходиле Lion-у могу покретати PPC апликације само преко Rosetta емулатора, са неким слабијим перформансама, због чега не могу бити покренути неки PPC кодови нижег ступња, као и без подршке за 64-битне (G5 специфично) PPC могућности. Rosetta није присутна од Lion-а па на даље, тако да PPC апликације не могу бити покренуте под тим верзијама OS X-а.